# Герль, Франц Ксавер
Франц Ксавер Герль (нем. Franz Xaver Gerl; 30 ноября 1764, Андорф, Курфюршество Бавария — 9 марта 1827, Мангейм) — австрийский, немецкий оперный певец (бас) и композитор.

## Биография
В 1777—1782 годах пел в Зальцбургской капелле; возможно, был учеником Леопольда Моцарта. Изучал логику и физику в университете Зальцбурга.
Как бас дебютировал в 1785 году в театральной труппе Людвига Шмидта. В 1787—1793 годах работал в театральной труппе Э. Шиканедера, где исполнял, наряду с другими ролями, Осмина в «Похищении из сераля» В. А. Моцарта. С 1789 года труппа выступала в театре Ауф дер Виден в Вене.
Возможно, был участником репетиции «Реквиема» Моцарта за день до смерти композитора.
С 1794 года выступал в Брюнне, в 1802—1827 годы — в Национальном театре Мангейма, где в 1826 году вышел на пенсию.

### Семья
Жена (с 2.9.1789) — Барбара Райзингер (нем. Barbara Reisinger; 1770—1806), певица (сопрано) в труппе Шиканедера, исполняла роль Папагены на премьере «Волшебной флейты» (1791). Жила с мужем в Брюнне и Мангейме, где умерла вскоре после рождения их второго ребёнка.

## Творчество
Обладал выразительным низким вокальным диапазоном; очень низкие ноты, включённые Моцартом в партию Зарастро, «с тех пор были отчаянием для многих басов». Ф. Герль исполнял эту роль на премьере «Волшебной флейты» (1791).

### Композитор
Ф. Герль участвовал в системе совместного сочинительства, используемой труппой Шиканедера, в которой зингшпили писались быстро несколькими сотрудничавшими композиторами. Возможно, что он был композитором арии «Ein Weib ist das herrlichste Ding» из зингшпиля «Глупый садовник» (нем. Der dumme Gärtner; 1789), по которой Моцарт написал фортепианные вариации K. 613 (не исключается также авторство другого певца-композитора труппы, Бенедикта Шака).